# Нагороди Японії

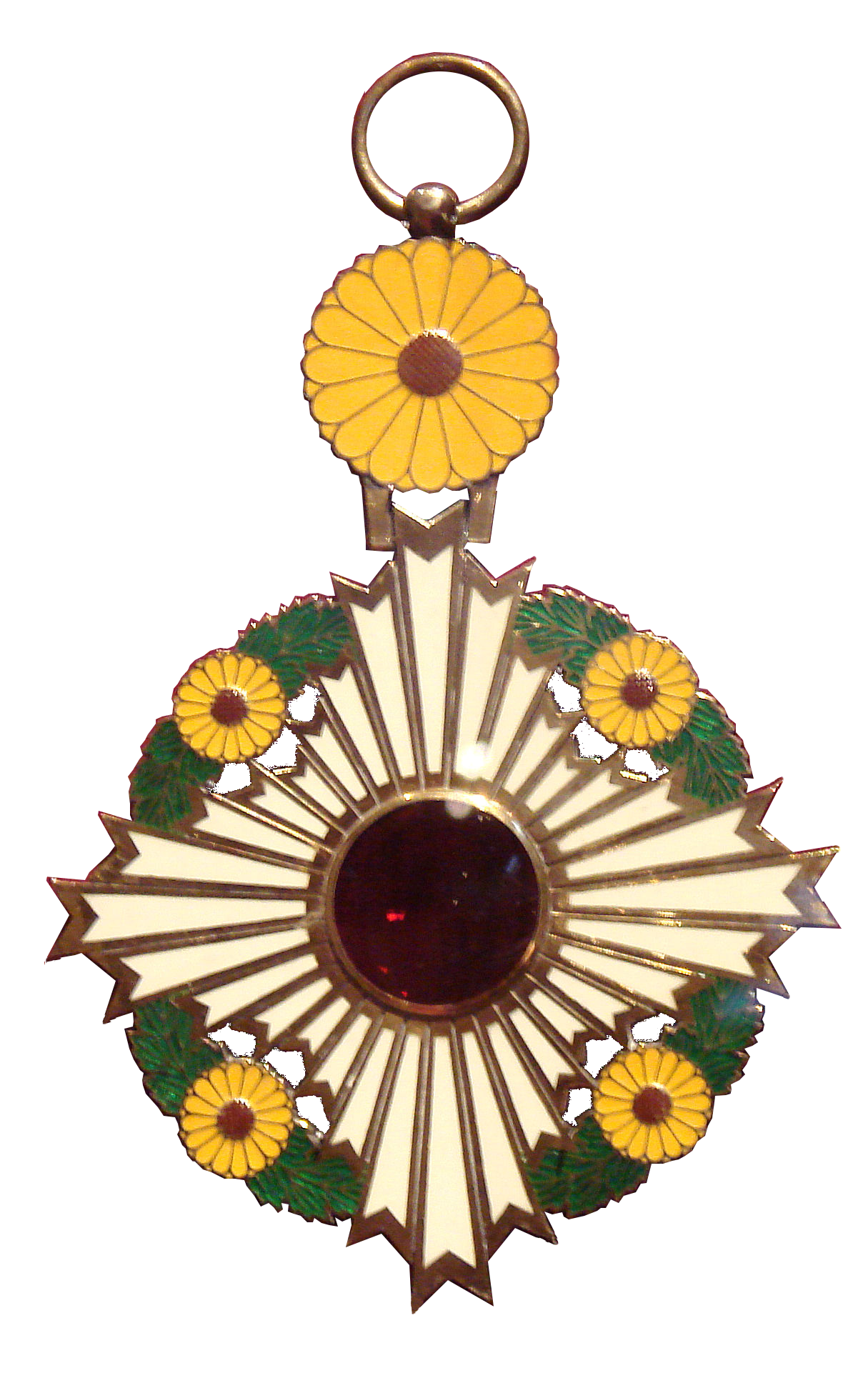
Орден хризантеми

Нагороди Японії — це комплекс сучасних та історичних нагород. Нагородна система Японії сформувалася після реставрації Мейдзі, на основі європейських нагородних систем. Перша нагорода, заснована в 1875 році, — Імператорський орден Мейдзі (пізніше був перейменований в орден Вранішнього Сонця). Окрім орденів, існують нагородні знаки за заслуги, нагородні чаші, пам'ятні та ювілейні медалі.

## Сучасні
- Орден хризантеми — вища нагорода Японії. Заснований 4 січня 1888 року.
- Орден Квітів павловнії — заснований в 1888 році, як вищий ступінь ордену Вранішнього Сонця, пізніше став окремою нагородою, другою за значимістю.
- Орден Вранішнього Сонця — третій (раніше — другий) за старшинством орден Японії. Заснований 10 квітня 1875 року і складається з 8 ступенів:

 — 1 ступінь.
 — 2 ступінь.
 — 3 ступінь.
 — 4 ступінь.
 — 5 ступінь.
 — 6 ступінь.
 — 7 ступінь.
 — 8 ступінь.
- Орден Священного скарбу — заснований 4 січня 1888 року для нагородження за видатні заслуги. Складається з 8 класів

 — 1 ступінь.
 — 2 ступінь.
 — 3 ступінь.
 — 4 ступінь.
 — 5 ступінь.
 — 6 ступінь.
 — 7 ступінь.
 — 8 ступінь.
- Орден Культури — заснований 11 лютого 1937 року для нагородження за досягнення в царині культури.
- Орден Дорогоцінної корони — жіночий орден Японії. Заснований 4 січня 1888 року. Складається з 8 ступенів:

 — 1 ступінь.
 — 2 ступінь.
 — 3 ступінь.
 — 4 ступінь.
 — 5 ступінь.
 — 6 ступінь.
 — 7 ступінь.
 — 8 ступінь.
- Медалі Пошани — засновані 7 грудня 1881 року, пізніше кілька разів реформувалися. Існує 6 медалей, що розрізняються за орденськими стрічками:

 — червона.
 — зелена.
 — жовта.
 — пурпурова.
 — блакитна.
 — синя.

## Нагороди Японського Червоного Хреста
- Орден Заслуг Червоного Хреста — заснований 21 червня 1888 року, для нагородження за заслуги перед Японським Червоним Хрестом. Складається з двох ступенів: золотої і срібної.
- Медалі члена Червоного Хреста — засновані 1888року. Існує три види медалей.

## Історичні
- Орден держави Сацума-Рюкю — заснований 1866 року. Вважається першим орденом Японії, як нагорода держави Сацума-Рюкю.
- Орден Золотого шуліки — заснований 18 лютого 1890 року. Після поразки Японії в Другій світовій війні більше не вручається. Складався з 7 ступенів:

 — 1 ступінь.
 — 2 ступінь.
 — 3 ступінь.
 — 4 ступінь.
 — 5 ступінь.
 — 6 ступінь.
 — 7 ступінь.
- Військові медалі пошани — засновувалися упродовж існування Японської імперії, для нагородження за участь у військових операціях імператорської армії. Існувало декілька медалей:

 — за участь в тайванському поході.
 — за участь в японо-китайській війні.
 — за участь у придушенні боксерського повстання.
 — за участь в російсько-японській війні.
 — за участь у світовій війні (дві медалі за кампанії 1914—1915 рр. та 1914—1920 рр.).
 — медаль Перемоги в світовій війні.
 — за участь в маньчжурському інциденті.
 — за участь в китайському інциденті .
 — за участь у великій східно-азійській війні.